# Michelle L. Wachs
Michelle Lynn Wachs, née le 30 novembre 1952 à New York, est une mathématicienne américaine spécialisée en combinatoire algébrique ; elle travaille comme professeur de mathématiques à l'université de Miami.

## Biographie
Wachs obtient son doctorat en 1977 à l'université de Californie à San Diego, sous la direction d'Adriano Garsia. Sa thèse est intitulée Discrete Variational Techniques in Finite Mathematics.
En 2012, Wachs est élue fellow de l'American Mathematical Society dans la classee inaugurale. En 2013, elle et son mari, le mathématicien Gregory Galloway (qui est le président du département de mathématiques de l'université de  Miami) sont admis comme Simons Fellows. Une conférence en son honneur a lieu en janvier 2015 à l'Université de Miami.

## Recherche
Wachs et son directeur de thèse Adriano Garsia ont publié en 1977, un algorithme pour la construction d'arbres de recherche binaires optimaux qui est appelé  algorithme d'Adriano-Wachs par Knuth. Elle est également connue pour ses recherches sur les décompositions de complexes simpliciaux, sur les ensembles partiellement ordonnés, et les groupes de Coxeter, et sur les statistiques de permutations aléatoires et les statistiques de partitions d'ensembles.

### Publications (sélection)
1. ↑  Adriano M. Garsia et Michelle L. Wachs, « A new algorithm for minimum cost binary trees », SIAM Journal on Computing, vol. 6, no 4,‎ 1977, p. 622–642 (DOI 10.1137/0206045, MR 0520738)
2. ↑  Anders Björner et Michelle Wachs, « Bruhat order of Coxeter groups and shellability », Advances in Mathematics, vol. 43, no 1,‎ 1982, p. 87–100 (DOI 10.1016/0001-8708(82)90029-9 , MR 644668)
3. ↑  Anders Björner et Michelle Wachs, « On lexicographically shellable posets », Transactions of the American Mathematical Society, vol. 277, no 1,‎ 1983, p. 323–341 (DOI 10.2307/1999359, JSTOR 1999359, MR 690055)
4. ↑  Anders Björner et Michelle L. Wachs, « Shellable nonpure complexes and posets I », Transactions of the American Mathematical Society, vol. 348, no 4,‎ 1996, p. 1299–1327 (DOI 10.1090/S0002-9947-96-01534-6 , MR 1333388); « Shellable nonpure complexes and posets II », ibid, vol. 349, no 4,‎ 1997, p. 3945–3975 (DOI 10.1090/S0002-9947-96-01534-6 , MR 1401765)
5. ↑  Anders Björner et Michelle L. Wachs, « Permutation statistics and linear extensions of posets », Journal of Combinatorial Theory A, vol. 58, no 1,‎ 1991, p. 85–114 (DOI 10.1016/0097-3165(91)90075-R , MR 1119703)
6. ↑  Michelle Wachs et Dennis White, « {\displaystyle p,q}-Stirling numbers and set partition statistics », Journal of Combinatorial Theory A, vol. 56, no 1,‎ 1991, p. 27–46 (DOI 10.1016/0097-3165(91)90020-H , MR 1082841)